# Phthiracarus danubianus
Phthiracarus danubianus är en kvalsterart som beskrevs av Zicman Feider och Calugar 1970. Phthiracarus danubianus ingår i släktet Phthiracarus och familjen Phthiracaridae. Inga underarter finns listade i Catalogue of Life.